# Philipp Anton Fauler

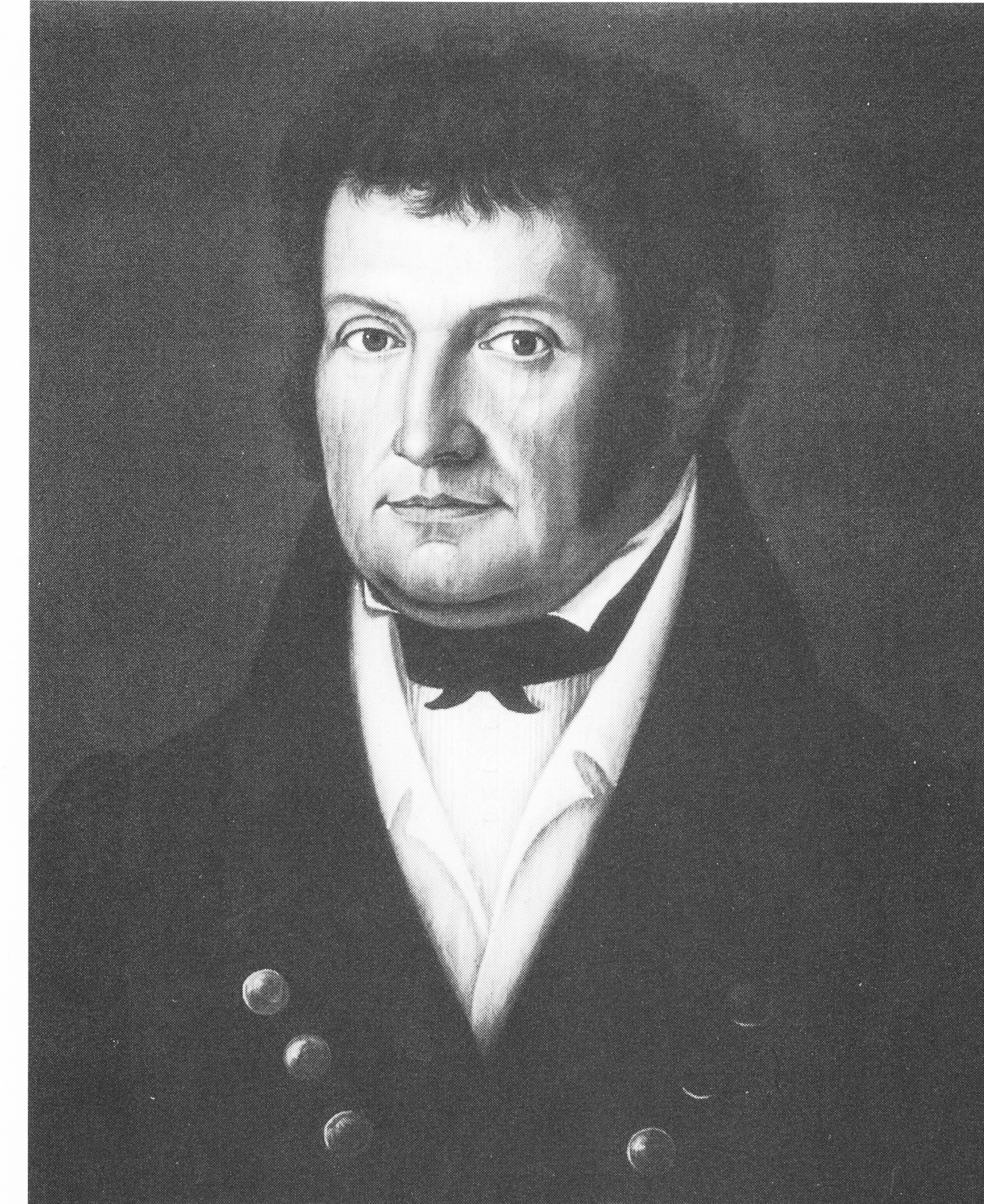
Philipp Anton Fauler

Philipp Neri Anton Fauler (* 26. Mai 1781 in Zwiefalten; † 29. Juni 1853 in Meßkirch) war Verwalter eines Hüttenwerks in Thiergarten an der Donau und Namensgeber eines Hüttenwerks in Freiburg im Breisgau.

## Leben
Die Familie der Fauler stammt aus Veringendorf im heutigen Landkreis Sigmaringen, wo sie seit 1424, meist als Müller, nachgewiesen ist. Am 4. April 1665 kaufte der Müller Hans Fauler die Mühle in Veringendorf zum Preis von 740 Gulden. Das weit verbreitete Geschlecht der Fauler findet sich bis heute im alemannischen Gebiet um den Bodensee. Der Großvater von Philipp Anton Fauler, Jodokus Fauler, war Bürgermeister in Sigmaringen, der Vater, Franz Anton Fauler, war Bürgermeister in Mengen.
Philipp Anton Fauler selbst war zunächst Administrator und Bergverwalter eines Hüttenwerks in Thiergarten im Donautal. Das kleine Dorf trägt seinen Namen nach einem 1575 angelegten Wildgehege. Das Fürstenhaus Fürstenberg hatte dort 1670 ein Werk zum Schmelzen und Hammern von Eisen mit einer zugehörigen Arbeiterkolonie errichten lassen. Einige der Gebäude, wie das Haus des Verwalters, stehen noch heute. Die Geschichte des Eisenwerks zeigt, dass es kaum je rentabel betrieben werden konnte 1805 hatte Anton Neher das Werk gepachtet. Philipp Anton Fauler, sein Schwager, unterstützte ihn mit Darlehn. Als Neher 1817 in Zahlungsschwierigkeiten geriet, übernahm er selbst bei Reduzierung der Pacht den Pachtvertrag zusammen mit dem bisherigen Hüttenschreiber Johann Capistran Mannhart aus Mengen.

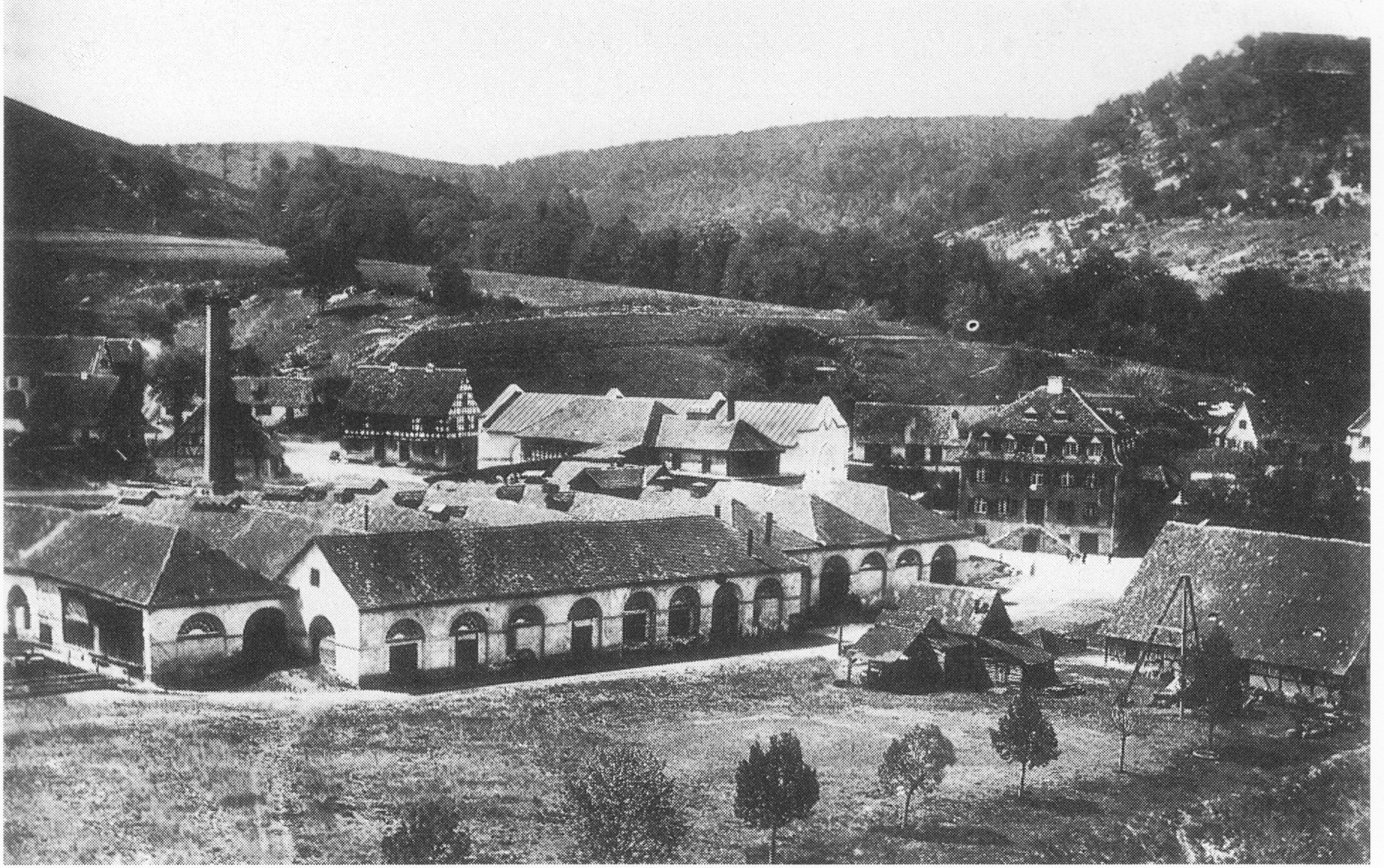
Das Hüttenwerk in Thiergarten. Auch eine Aquatinta von Franz Hegi von 1835 zeigt diese Ansicht

Auf der Zollernalb findet sich Bohnerz, das seit dem 16./17. Jahrhundert nur in den herrschaftlichen Hochöfen von Laucherthal und Thiergarten verhüttet werden durfte. Die bohnenförmigen Erzstücke wurden zunächst im Nebenerwerb von der Landbevölkerung gefördert und stellten einen wichtigen Rohstoff zur Eisengewinnung dar. Das Erz ergab bei ausschließlicher Verwendung von Holzkohle im Hochofen ein sehr gut schmiedbares Eisen. Blütezeiten waren zwischen 1670 und 1770 und vor allem von 1820 bis 1850, als die Nachfrage nach Roheisen durch technische Neuerungen wie die Dampfmaschinen, die aufkommende Rüstungsindustrie und die expandierenden Eisenbahnnetze geradezu explodierte.
Gerade in der zuletzt genannten Periode waren Mannhart und Philipp Anton Fauler in Thiergarten tätig. „Ihre Mittel waren anfangs beschränkt; doch wußten sie durch Umsicht und Benützung der Zeitverhältnisse die Pachtung zur Quelle des Reichtums zu machen.“ An dem schnellen Niedergang dieser frühen Industrie waren sie nicht mehr beteiligt. Der Erzabbau kam schon in den Revolutionsjahren 1848/1849 weitgehend zum Erliegen. Vor allem aber führte der rasche Ausbau des Eisenbahnnetzes dazu, dass Eisenerz preiswert in die Steinkohlereviere transportiert werden konnte, wo das Eisen viel billiger als unter Verwendung von Holzkohle hergestellt werden konnte. 1863 musste deshalb das Hüttenwerk Thiergarten endgültig wegen Unrentabilität schließen und wurde abgebrochen. Mannhart und Fauler beendeten ihre Tätigkeit 1841. 1845 begründeten sie sie „Fauler und Mannhart’sche Schul- und Armenstiftung in Thiergarten“. Johann Capistran Mannhart übernahm eine Eisenhandlung in Konstanz, wo heute in der Fasnacht die Figur des Mannhart-Hansele an ihn erinnert. Philipp Anton Fauler betrieb in Meßkirch eine Eisen- und Weinhandlung.

## Firma Ph. Ant. Fauler
Philipp Anton Fauler hatte sechs Kinder. 1838 kaufte er für seine beiden Söhne Eduard Johann Anton (1819–1882) und Hermann Georg (1821–1882) das Eisenwerk Falkensteig, das in der Folge unter Ph. Ant. Fauler handelte. Die übliche Darstellung in der Region Freiburg, die von dieser Firma errichteten Bauwerke seien von „dem Ingenieur Philipp Anton Fauler“ konstruiert worden, ist falsch. Hersteller war die „Firma Ph. Ant. Fauler“.